# Euseius coccineae
Euseius coccineae är en spindeldjursart som först beskrevs av Gupta 1975.  Euseius coccineae ingår i släktet Euseius och familjen Phytoseiidae. Inga underarter finns listade i Catalogue of Life.